# مايك بريزيندين
مايك بريزيندين (بالإنجليزية: Mike Brizendine)‏ هو لاعب كرة قدم أمريكي في مركز الهجوم، ولد في 13 أبريل 1977 في ماكلين في الولايات المتحدة. لعب مع James Madison Dukes men's soccer ‏.